# Petrograder Insel

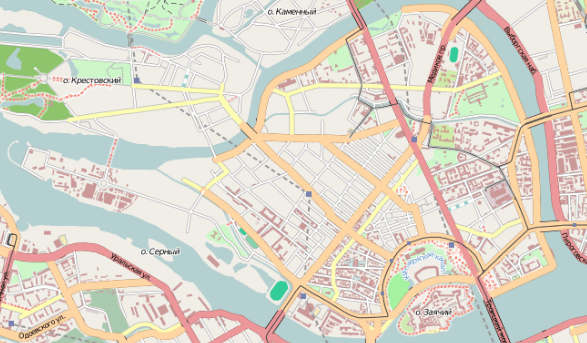
Petrograder Insel auf dem Stadtplan

Die Petrograder Insel (russisch Петроградский остров) ist die drittgrößte Insel im Newa-Delta
von Sankt Petersburg, Russland. Zusammen mit der Haseninsel, der Apotheker-Insel, und der Petrowski-Insel bilden die Inseln den historischen Stadtteil Petrograder Seite (russisch: Петроградская сторона). Sie ist Verwaltungszentrum des Petrograder Rajons und beherbergt mehrere Universitäten und Wissenschaftszentren, sowie Museen, Kultur- und Freizeiteinrichtungen.

## Geografie
Die Petrograder Insel liegt zwischen der Newa und ihrem Seitenarm, der Großen Newka. Im Norden trennt die Karpowka sie von der Apotheker-Insel, im Westen die Kleine Newka von der Kreuzinsel, im Süden die Schdanowka von der Petrowski-Insel und im Südosten der Kronwerksgraben von der Haseninsel.
Sie ist über die Troizki-Brücke mit der Innenstadt verbunden, über die Börsenbrücke und der Tutschkow-Brücke mit der Wassiljewski-Insel, über die Kleine Petrowski-Brücke zur Petrowski-Insel, über die Neue Lasarewski-Brücke und der Krestowski-Brücke zur Kreuzinsel, sowie über die Sampsonjewski- und Grenadiersbrücke mit der Wyborger Seite.

## Geschichte

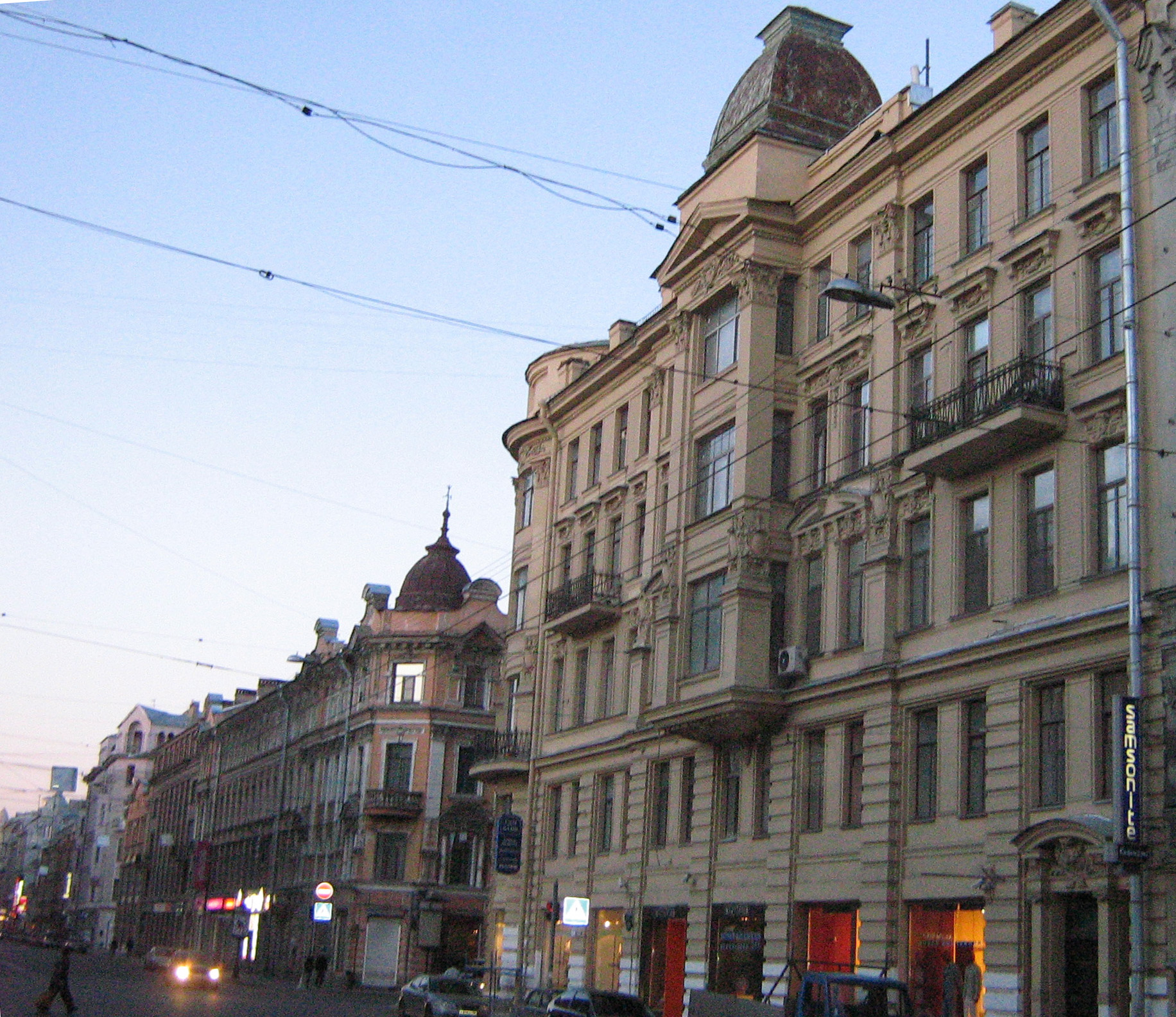
Bolschoi Prospekt

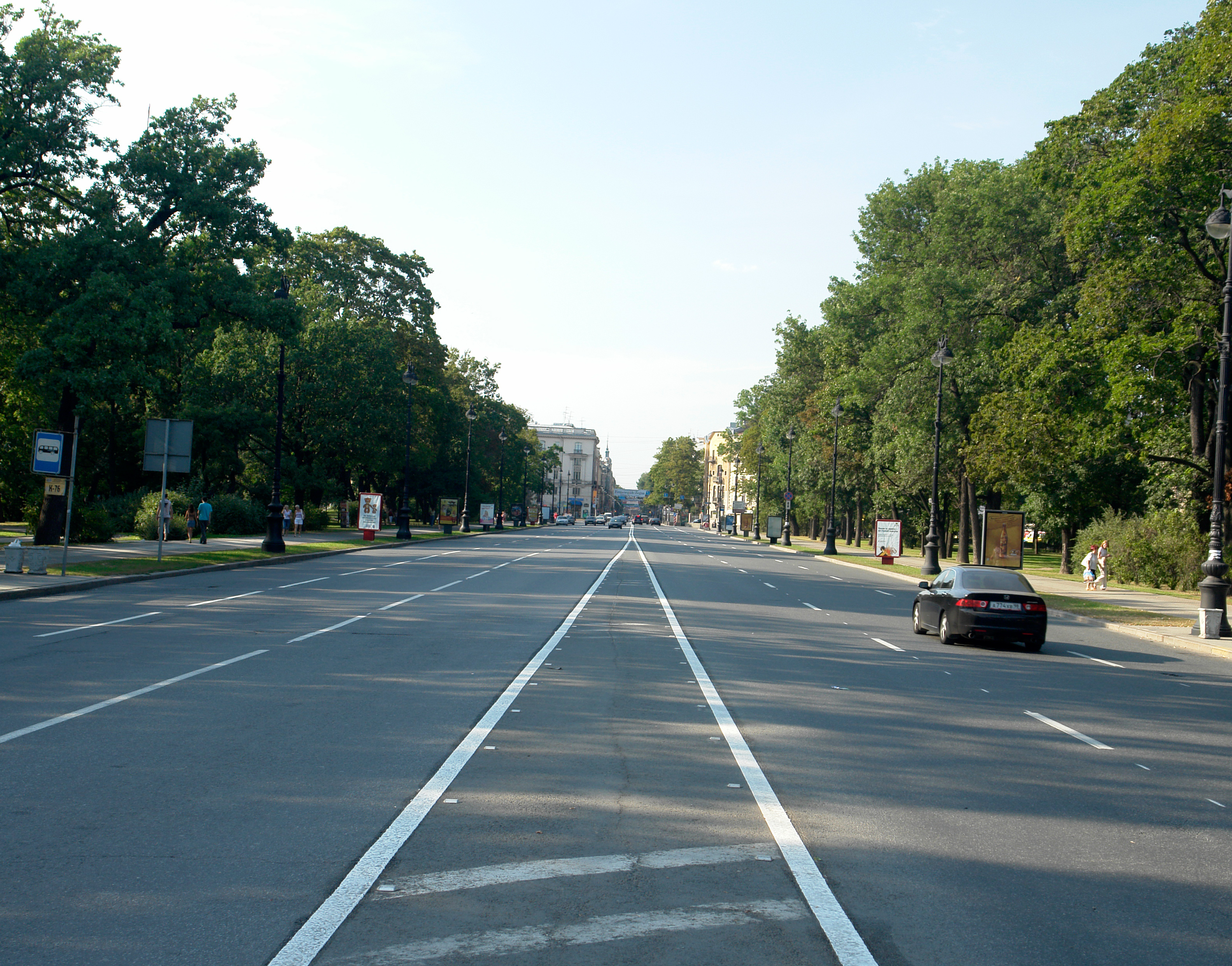
Kamennoostrowski-Prospekt

Im 17. Jahrhundert wurden zu einer russischen Siedlung finnische und schwedische Bauern angesiedelt, um die Erschließung der Insel voranzutreiben. Im Jahre 1703 legte dann Peter I. auf der nahegelegenen Haseninsel den Grundstein zur Peter-und-Paul-Festung. Während dieser Zeit wohnte er in der Nähe des ältesten Platzes Sankt Petersburgs, des Troizki-Platzes („Platz der Dreifaltigkeit“) am südöstlichen Ende der Insel, die nach der Gründung Anfang des 18. Jahrhunderts Gorodski-Insel („Stadtinsel“) und dann Troizki-Insel hieß, bis sie im Jahr 1725 nach dem Tode Peters I. in Petersburger Insel bzw. Sankt Petersburger Insel umbenannt wurde. Das Verwaltungszentrum von Sankt Petersburg zog in den 1720er Jahren zur Wassiljewski-Insel um, und als in den 1730er Jahren es verboten wurde, Steinhäuser nördlich von Kronwerk zu bauen, hatte dies zur Folge, dass die Insel sich mehr zu einem Vorortwohngebiet entwickelte.
Eine der ersten Hauptstraßen war der Bolschoi Prospekt (Boulevard) aus den 1730er Jahren, der die Insel von Nordwesten zur Tuschkow-Brücke im Südwesten durchzog und die Pariser Grands Boulevards zum Vorbild nahm. Zu dieser Zeit waren mehrere Regimenter auf der Insel untergebracht, so dass die neuen Straßen diese untereinander vernetzte. Die ersten Pferdebahnen gab es in den 1860er Jahren, gefolgt von Straßenbahnen 1908 und Trolleybussen 1948.
Die andere Hauptstraße auf der Insel ist der Kamennoostrowski-Prospekt, gebaut im 18. Jahrhundert, der bei der Kronwerk-Esplanade beginnt. Beim Leo-Tolstoi-Platz im Norden kreuzt er den Bolschoi Prospekt und führt dann nach Süden bis zur Troizki-Brücke zur Kamenny-Insel. In den 1820er Jahren war er eine mit speziellen Pflastersteinen ausgestattete Chaussee. In den 1870er Jahren begann auch hier entlang des Boulevards der Betrieb einer Pferdebahn, ab 1909 gab es dann eine elektrische Straßenbahn. 1903 wurde der Boulevard bis zum Troizkaja-Platz verlängert.
Als 1914 Sankt Petersburg in Petrograd umbenannt wurde, bekam die Insel schließlich ihren heutigen Namen, Petrograder Insel.

## Sehenswürdigkeiten

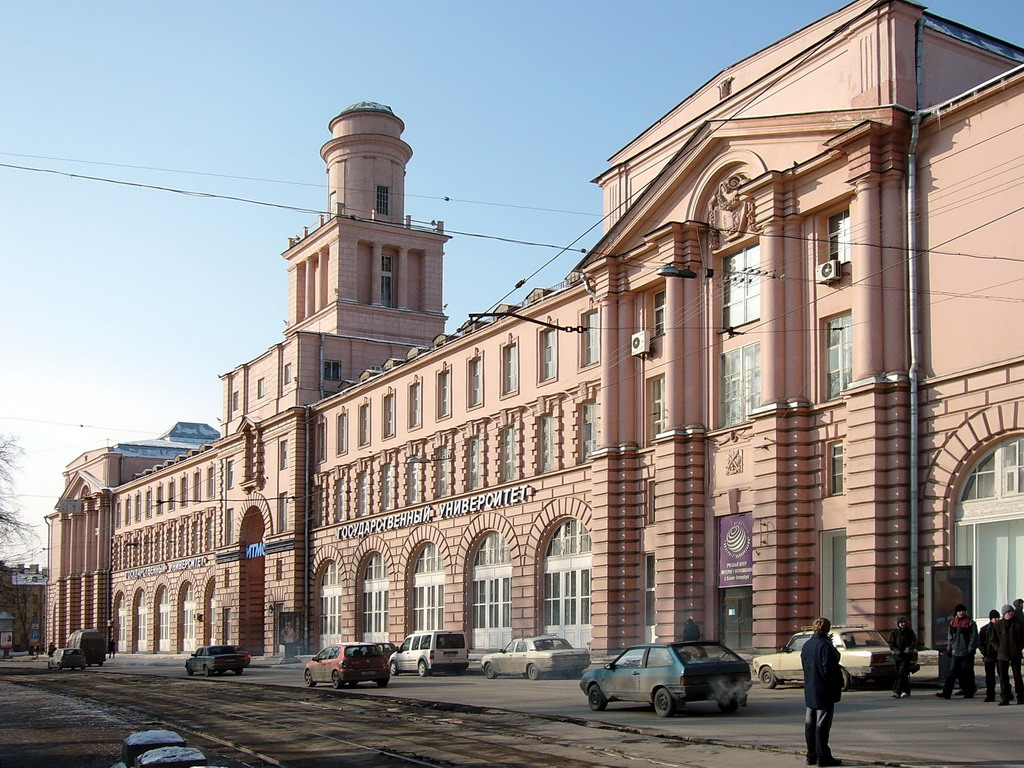
Staatliche Universität für Informationstechnologien, Mechanik und Optik Sankt Petersburg

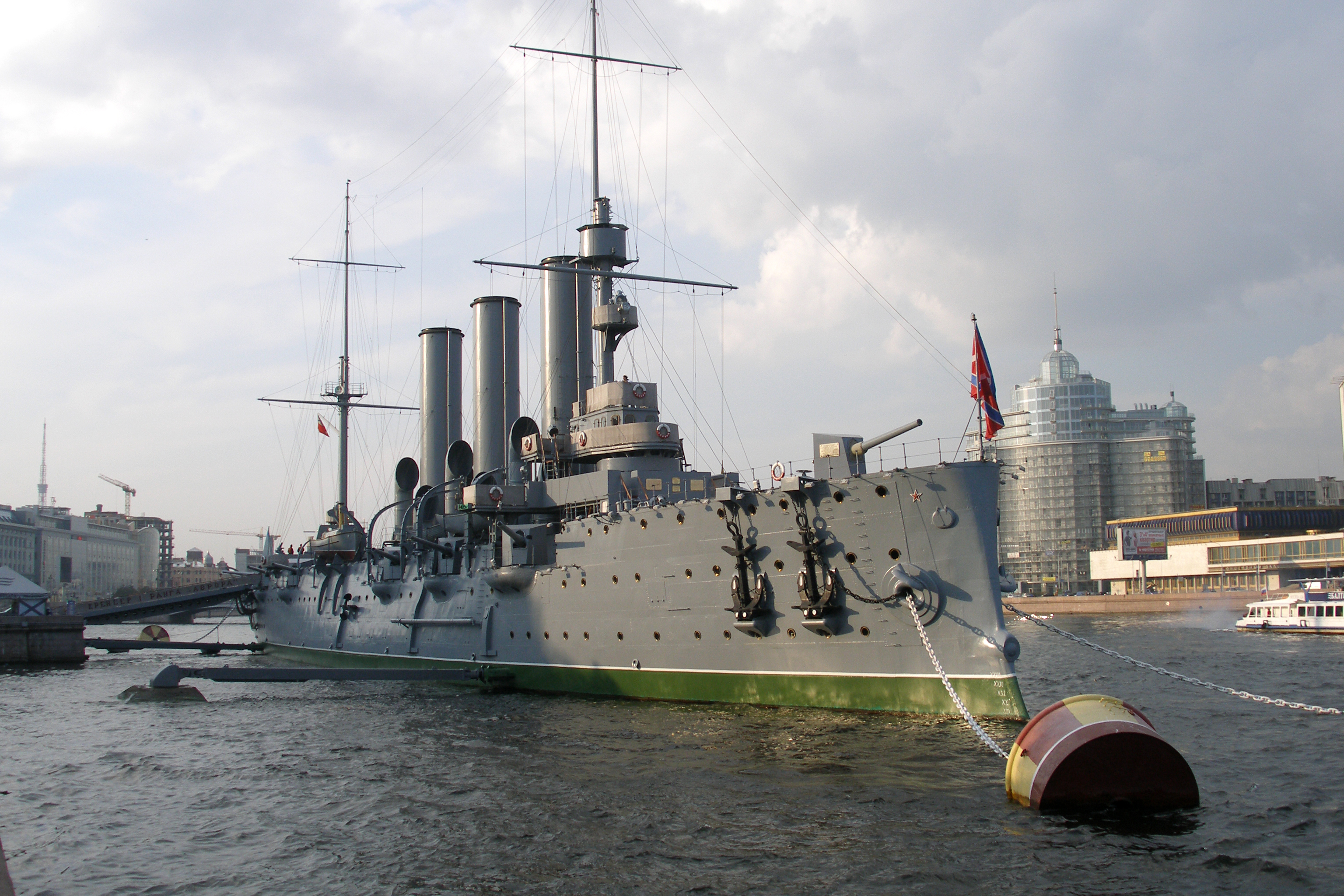
Panzerkreuzer Aurora

Die Petrograder Insel ist Sitz mehrerer renommierter Universitäten und wissenschaftlicher Forschungsinstitute. Die Staatliche Medizinische Universität St. Petersburg I. P. Pawlow, gegründet 1897, befindet sich in der Leo-Tolstoi-Straße 6–8, und war das erste russische Institut für Frauen.
Die Staatliche Universität für Informationstechnologien, Mechanik und Optik Sankt Petersburg ist eine der führenden technischen Universitäten in Russland. Die Moschaiski-Militärakademie für Raumfahrt (Schdanowskaja-Straße 13) ist eine polytechnische Bildungseinrichtung und Raumfahrtforschungszentrum der russischen Streitkräfte.
Von historischem Interesse ist die Aurora, ein Kriegsschiff der russischen Marine und Symbol der Oktoberrevolution von 1917. Es ist seit 1956 Museumsschiff und liegt an der großen Newka nahe der Sampsonijewski-Brücke vor Anker.
Direkt nördlich von Kronwerk, im ehemaligen Theatergarten Aquarium, den heutigen Lenfilm-Studios, fand 1896 die erste Kinovorführung statt. Auf der Insel ist auch das Festival-Theater Baltisches Haus, der Jubileiny-Sportkomplex, das Sankt Petersburg Planetarium und der Leningrader Zoo.